# Località dell'Isola di Wight
Questa è una lista delle cittadine e dei villaggi della contea inglese dell'Isola di Wight.

## Cittadine
Ci sono nove centri maggiori sull'isola, per lo più concentrati sul lato orientale e sulla costa. La città di dimensioni maggiori è Ryde, con 26 152 abitanti. Il capoluogo Newport si trova al centro dell'isola.

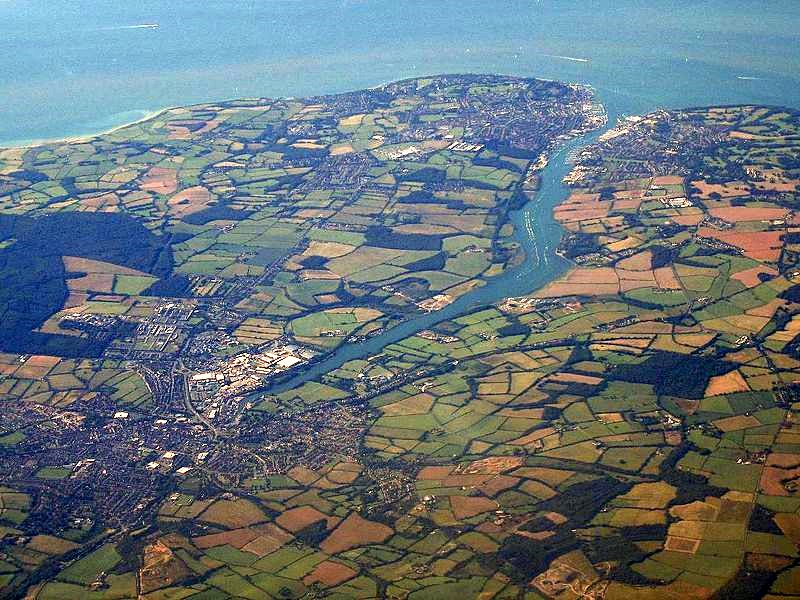
Fotografia aerea che mostra le città di Newport e Cowes

| Città      | Popolazione | Cittadina postale | Codice postale |
| ---------- | ----------- | ----------------- | -------------- |
| Newport    | 23,957      | NEWPORT           | PO30           |
| Brading    | 2,077       | SANDOWN           | PO36           |
| Cowes      | 10,405      | COWES             | PO31           |
| East Cowes | 7,010       | EAST COWES        | PO32           |
| Ryde       | 26,152      | RYDE              | PO33           |
| Sandown    | 5,299       | SANDOWN           | PO36           |
| Shanklin   | 8,055       | SHANKLIN          | PO37           |
| Ventnor    | 7000        | VENTNOR           | PO38           |
| Yarmouth   | 855         | YARMOUTH          | PO41           |

## Villaggi
| - Alverstone - Arreton - Bembridge - Binstead - Blackgang - Blackwater - Bonchurch - Brighstone - Brook - Calbourne - Carisbrooke | - Chale - Chillerton - Cranmore - Fishbourne - Freshwater - Gatcombe - Godshill - Gurnard - Havenstreet - Lake - Luccombe | - Merstone - Nettlestone - Newbridge - Newchurch - Newtown - Ningwood - Niton - Northwood - Porchfield - Rookley - Seaview | - Shalfleet - Shorwell - St Helens - St Lawrence - Totland - Whippingham - Whitwell - Winford - Wootton e Wootton Bridge - Wroxall - Yaverland |

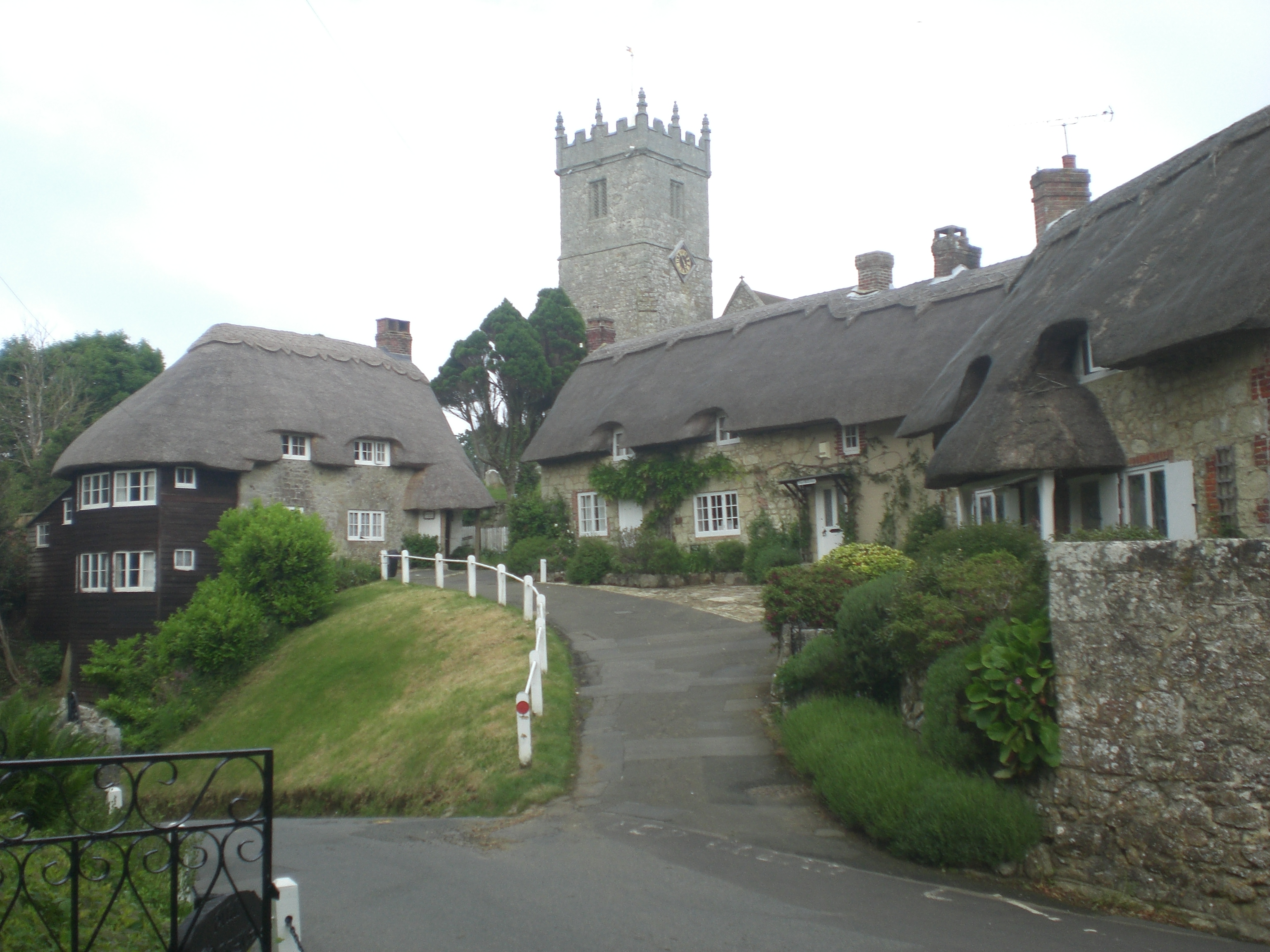
Godshill
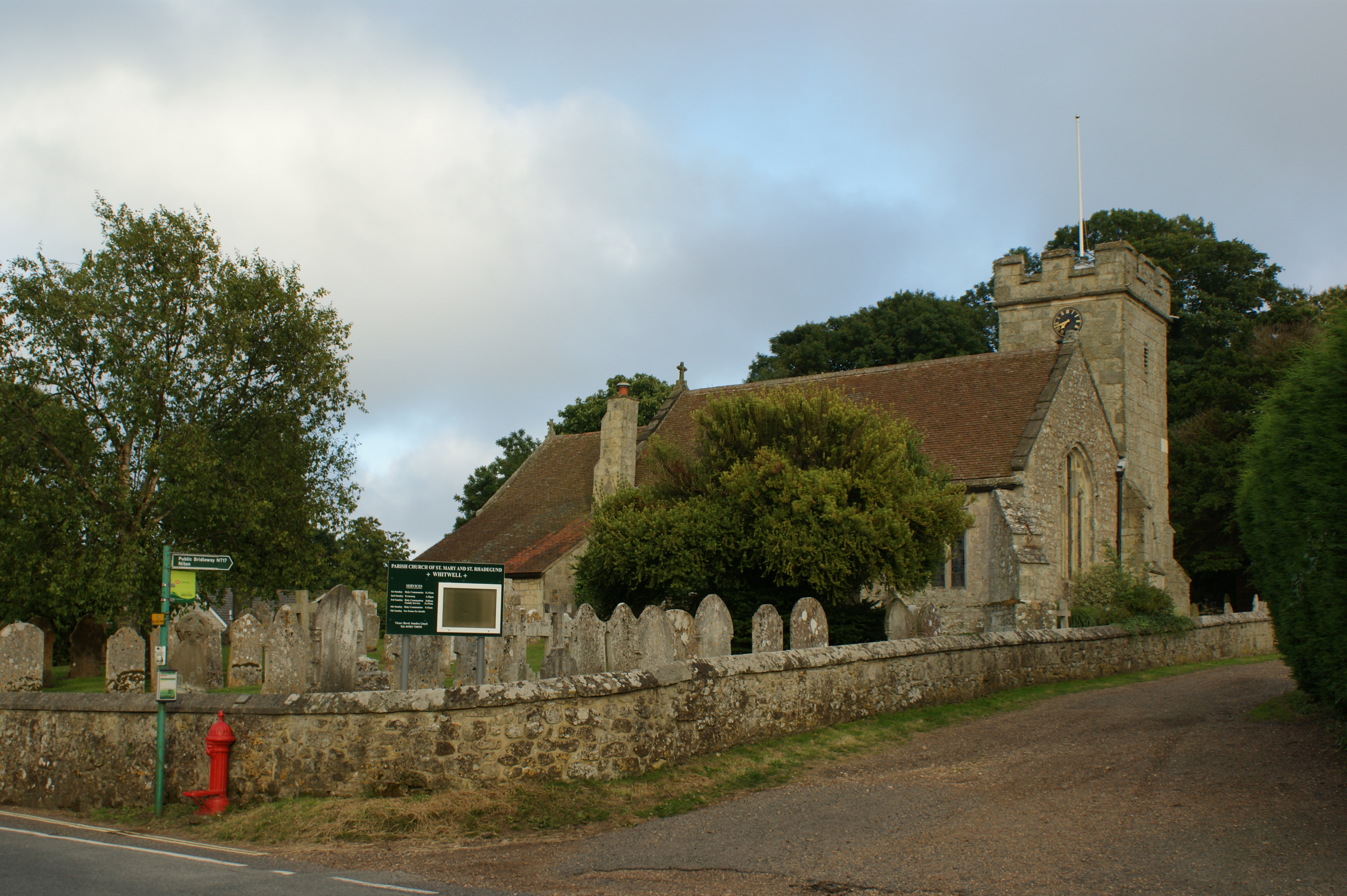
Whitwell
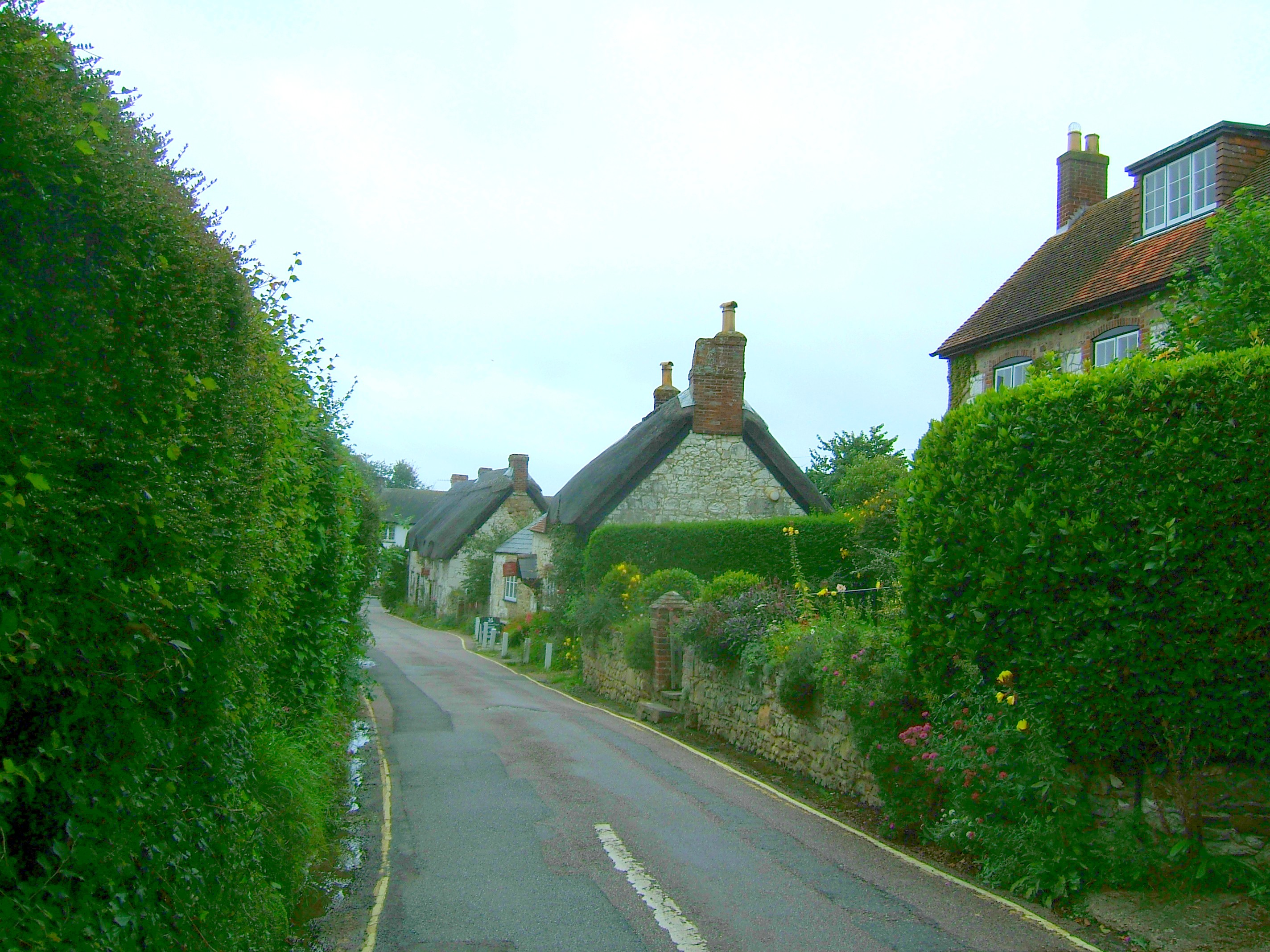
Brighstone
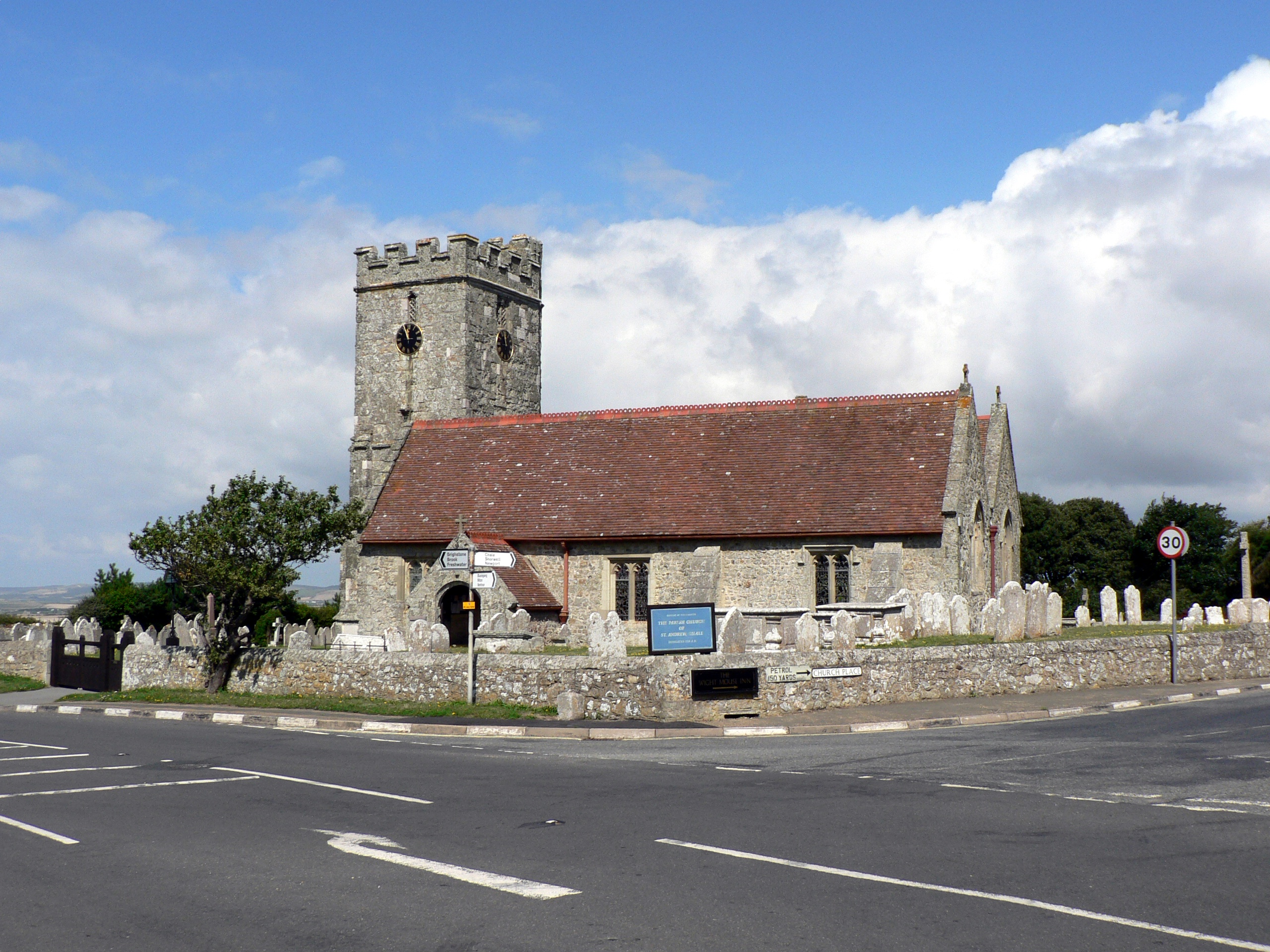
Chale

## Frazioni e altre località
| - Adgestone - Afton - Afton Park - Alum Bay - Alverstone Garden Village - Apse Heath - Ashey - Barton - Bathingbourne - Bierley - Binfield - Bouldnor - Borthwood - Bowcombe - Branstone - Chale Green - Compton - Cross Lane - Culver Down - Downend - Easton - Egypt Point | - Elmfield - Five Houses - Foreland Fields - Forest Side - Freshwater Bay - Great Thorness - Gunville - Hale Common - Hamstead - Havenstreet - Haylands - Hillway - Horringford - Hulverstone - Hunny Hill - King's Quay - Kingston - Knighton - Lane End - Limerstone - Little Atherfield - Little Thorness | - Littletown - Locksgreen - Lowtherville - Mark's Corner - Mersley - Moortown - Morton - Mottistone - Nettlecombe - Ninham - Niton Undercliff - Norton - Norton Green - Nunwell - Oakfield - Osborne - Parkhurst - Pondwell - Princelett - Puckaster - Quarr Hill - Queen's Bower | - Rew Street - Rookley Green - Roud - Rowridge - Sandford - Seagrove Bay - Shalcombe - Shide - Staplers - Steephill - Steyne Cross - Thorley - Thorley Street - Thorncross - Totland Bay - Upper Ventnor - Wellow - Whiteley Bank - Winford - Wootton Common - Yafford - Yarbridge |